# Palazzo VII Aprile
Palazzo VII Aprile in precedenza chiamato Palazzo dei Giurati e chiamato in maniera informale anche Palazzo Municipale e Palazzo di Città è uno dei principali palazzi della città di Marsala, nonché sede del Consiglio Comunale dell'omonima città.

## Storia
Il palazzo fu completato nel XV secolo dall'architetto Giuseppe Moccia, che si ispirò per le facciate allo stile adottato dell'ingegnere veneto Andrea Palladio, celebre per i portici a serliana. 
Il 7 aprile 1860 il palazzo fu protagonista di una rivolta scatenata da alcuni marsalesi, che in seguito alla Rivolta della Gancia, decisero di aderire ai sentimenti patriottici dell'Italia unita, sventolando il tricolore che in seguito sarebbe stato adottato dal Regno d'Italia. 
Il moto rivoluzionario fu piuttosto acceso, portò all'arresto di molti uomini, mentre coloro che riuscirono a sfuggire all'arresto si rifugiarono nelle cave del vasto entroterra cittadino o si diedero alla fuga nell'isola di Malta.
L'11 maggio 1860 il generale Giuseppe Garibaldi sbarcò insieme ai Mille nella città lilibetana, diventando "Duce della Città", ovvero capo della liberazione della città. La notte stessa i Mille trovarono riparo sotto i porticati del Palazzo, ripartendo la mattina dopo alla volta di Salemi.
Con i bombardamenti della seconda guerra mondiale, l'11 maggio 1943, venne distrutta la Torre dell'orfanotrofio della Bambinella, adiacente all'attuale edificio della Posta centrale, consentendo, con la ricostruzione post bellica, l'apertura di via della Gancia e la rifinitura della parte del palazzo verso la via Garibaldi.
Nel dopoguerra, durante le varie campagne elettorali, nel porticato che si affaccia sull'attuale Piazza della Repubblica (già piazza Umberto I e in precedenza piazza Loggia) si svolgevano i comizi dei vari candidati, molto seguiti dalla popolazione, sia oralmente che visivamente, per via della grande piazza sottostante.
Oggi il Palazzo è sede del Consiglio Comunale ed è visitabile anche durante le ore del consesso civico. Saltuariamente, al suo esterno, vengono svolte varie manifestazioni gratuite, quali sfilate di moda, esposizioni di quadri, rappresentazioni teatrali, concerti musicali ed altro, organizzati dalle varie associazioni e aziende sia locali che non.

## Orologio
Sulla sommità del Palazzo è presente un orologio (messo nel 1582) a numeri romani che scandisce il tempo della vita quotidiana marsalese, orologio dotato anche di una campana che un tempo veniva suonata per segnalare emergenze o eventi in particolare oltre che al rintocco delle ore, messa nel 1615 dai giurati del paese (antico consiglio comunale).
Caricato a molle, l'orologio era spesso vittima dei piccioni che transitando in loco, manomettevano il macchinario, riuscendo a far restare rotto per molto tempo il macchinario, che in seguito negli anni '70 fu riparato e sostituito con uno nuovo.

## Sale
- Sala delle Lapidi: è la stanza del Consiglio Comunale, chiamata così in onore delle tante epigrafi storiche presenti nella sala, l'ultima delle quali ricorda la visita del Presidente della Repubblica Giorgio Napolitano avvenuta l'11 maggio 2010 in occasione del 150º anniversario dello sbarco dei Mille.
- Sala dell'orologio: è la stanza dove è custodito l'orologio, uno dei più antichi del suo tipo in Sicilia.

## Ristrutturazione
Nel 2016 il Palazzo presentava già alcuni problemi legati al prospetto, che sono stati prontamente sistemati con la copertura di un intonaco momentaneo, intonaco che avrebbe modificato in parte il colore del palazzo stesso.
Nell'estate 2018, sono stati avviati e stanziati i fondi per il rifacimento del prospetto del Palazzo.